# قرار مجلس الأمن التابع للأمم المتحدة رقم 160
قرار مجلس الأمن التابع للأمم المتحدة رقم 160، الذي اعتمد في 7 أكتوبر 1960، بعد النظر في طلب اتحاد نيجيريا للانضمام إلى عضوية الأمم المتحدة أوصى المجلس الجمعية العامة بقبول اتحاد نيجيريا.
وقد اعتمد القرار بالإجماع جميع أعضاء المجلس الـ11.